# Hemerobius higginsii
Hemerobius higginsii là một loài côn trùng trong họ Hemerobiidae thuộc bộ Neuroptera. Loài này được Brodie miêu tả năm 1845.